# Ursinus College
L'Ursinus College est une université d'arts libéraux, non-confessionnelle et mixte, située à Collegeville, en Pennsylvanie, à environ 40 km de Philadelphie. Il fut fondé en 1869.

## Description
L'Ursinus College est situé sur un campus de 170 hectares. Il comprend également un musée, le Philip and Muriel Berman Museum of Art

## Histoire

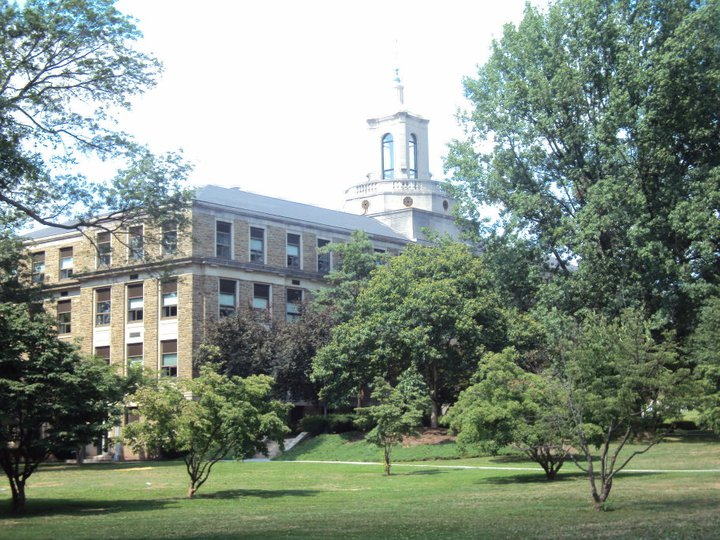
Pfahler Hall of Science

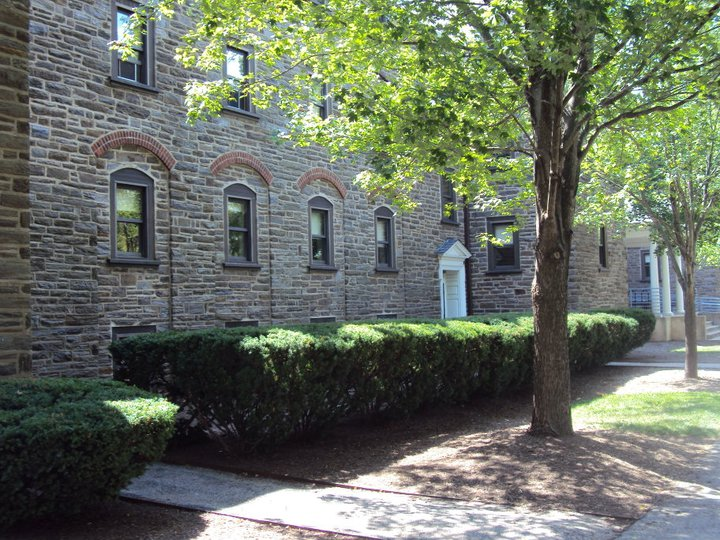
Curtis Hall

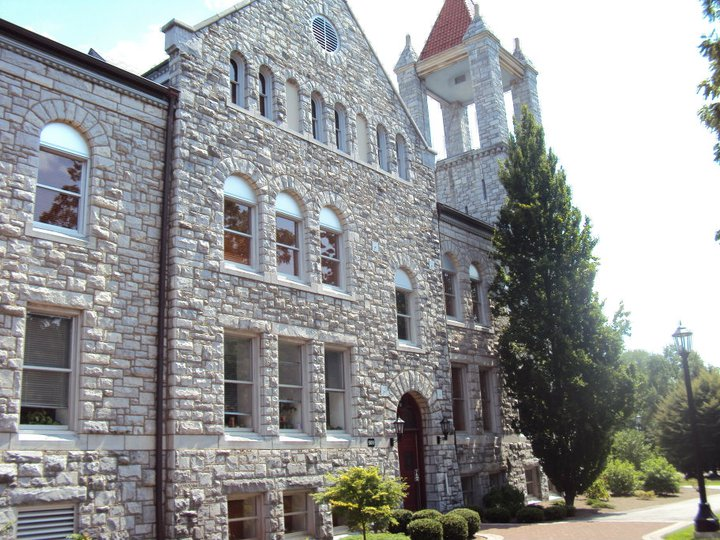
Bomberger Hall

- 1867 : les membres de l'Église réformée allemande[2] forment le projet d'établir un collège où les jeunes hommes pourraient être librement formés sous une bienfaisante influence religieuse. Il s'agit d'offrir une alternative à l'éducation offerte au séminaire protestant déjà établi à Mercersburg[3].
- 1869 : le collège obtient une charte officielle de l'état de Pennsylvanie et peut commencer les travaux sur l'emplacement actuel du collège : la Todd School est fondée en 1832 et le séminaire Freeland en 1848. Jean-Henry-Auguste Bomberger devient le premier président du collège qu'il propose de nommer d'après Zacharias Ursinus, théologien allemand du XVIe siècle et figure importante de la Réforme protestante.
- 1870 : le collège reçoit ses premiers étudiants en septembre. Le 4 octobre, la société littéraire zwinglienne est fondée. Pendant de nombreuses années, l'ouverture annuelle des réunions du « Zwing » et de la société rivale, « Schaff », sont les principaux événements de l'année universitaire.
- 1881: le collège accepte les premières étudiantes, en lien avec la fermeture du collège féminin de Pennsylvanie en 1880. Une société littéraire destinée aux étudiantes, l'Olevian, est créée.
- 1893 : première assemblée de l'association d'anciens étudiants à l'hôtel Colonnade, à Philadelphie.
- 1896 : la localité de Collegeville est officiellement intégrée dans la ville de Freeland. Cependant, la dénomination «Collège de Collegeville» reste utilisée pour désigner Ursinus.
- 1897: The Ruby, annuaire du collège, a sa première édition. Son nom est un hommage au professeur Samuel Vernon Ruby.
- 1972 : Gerald Edelman remporte le Prix Nobel de physiologie ou médecine pour ses travaux sur le système immunitaire menés avec Rodney Robert Porter. Il est le premier lauréat du prix Nobel d'Ursinus[4].

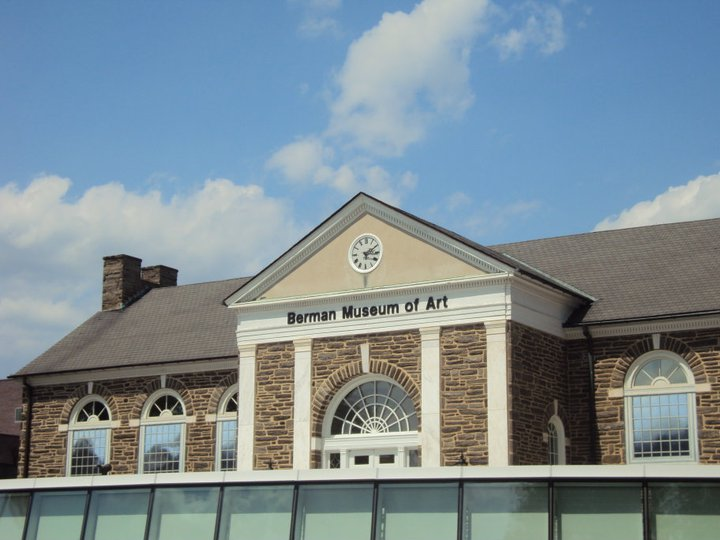
The Berman Museum of Art

- 1989 : Le Philip and Muriel Berman Museum of Art ouvre.
- 1990 : le collège devient membre de Phi Beta Kappa.

L'Ursinus College est devenu un établissement laïc, tout en gardant la mémoire de son origine religieuse, et fonctionne actuellement sur une dotation propre de 120 000 000 dollars.

## La vie étudiante
Alors que les premiers étudiants étaient presque exclusivement originaires de Pennsylvanie, aujourd'hui, le collège accueille 1 650 étudiants venant de 35 états et de 12 pays. Le taux d'encadrement est d'un enseignant pour 12 étudiants.
Le collège a cinq sororités (Kappa Delta Kappa, Phi Alpha Psi, Sigma Sigma Sigma, Sigma Tau Gamma, et Omega Chi) et huit fraternités (Alpha Phi Epsilon, Beta Sigma Lambda, Delta Pi Sigma, Kappa Alpha Psi, Phi Kappa Sigma, Pi Omega Delta Sigma Pi et Sigma Rho Lambda).

## Étudiants et enseignants célèbres
- Ryan Costello (étudiant), homme politique américain
- Gerald Edelman (étudiant), biologiste américain, lauréat du prix Nobel de physiologie/médecine (1972)
- John William Mauchly (enseignant), physicien américain
- Jena Osman, (enseignante de 1997 à 1999) poète, éditrice, professeur titulaire de chaire à la Temple University
- J. D. Salinger (étudiant), écrivain américain
- Robert Yerkes (étudiant), psychologue américain